# Фронт национальной реконструкции
Фронт национальной реконструкции (фр. Front pour la reconstruction nationale, FRN) — гаитянская правая политическая партия. Создана в 2005 году участниками вооружённого свержения президента Аристида. Платформа партии соединяет элементы консерватизма, национализма и ультраправого антикоммунизма. Лидеры FRN Ги Филипп и Луи-Жодель Шамблен обвиняются в наркобизнесе и военных преступлениях.

## Партия повстанцев
В феврале 2004 года в Гаити произошло восстание против левого президента Жана-Бертрана Аристида. Основные вооружённые силы повстанцев состояли из криминальной «Армии каннибалов» (бывшие сторонники Аристида), боевиков ультраправой группировки Frappe и сторонников полицейского офицера Ги Филиппа. Президент Аристид был свергнут и вынужден покинуть Гаити.
Отряд Филиппа составил основу FRN, учреждённого в 2005 году. Сам Ги Филипп занял пост генерального секретаря партии. Другим известным лидером FRN стал командир боевиков Frappe, бывший тонтон-макут Луи-Жодель Шамблен.

## Программа и политика
Политическая платформа FRN основана на взглядах Филиппа и Шамблена. Ги Филипп называл своими кумирами Аугусто Пиночета, Рональда Рейгана и Джорджа Буша-младшего. Шамблен известен как ультраправый антикоммунист и дювальерист.
Политическая риторика партии носила правоконсервативный характер. Важное место уделялось гаитянскому национализму, выдвигались лозунги модернизации и реформ. Однако FRN с самого начала воспринимался как организация боевиков, преследующих узкогрупповые (в том числе криминальные) цели полевых командиров.
От имени партии Ги Филипп требовал от властей Доминиканской Республики покаяния за «геноцид 1937 года» — массовые убийства гаитян, совершённые по приказу диктатора Рафаэля Трухильо. Он настаивал на выводе из Гаити миротворческих сил ООН. Эти установки мотивировались национализмом. Однако второе понималось как попытка избавиться от международного контроля и обеспечить «оперативный простор» для криминальной активности.
В США Ги Филипп разыскивается в обвинениям в причастности к наркобизнесу. Луи-Жодель Шамблен обвинялся на гаитянском суде в военных преступлениях и политических убийствах, однако был оправдан. Сторонники называют обвинения политически мотивированными.

## Электоральные результаты
11 июля 2005 Ги Филипп выдвинул свою кандидатуру в президенты от FRN. На выборах 7 февраля 2006 Филипп получил 37,3 тысячи голосов, что составило около 1,9 %. Партия получила 1 мандат в палате депутатов и не прошла в сенат. Стало очевидным, что вооружённая сила FRN не подкреплена массовой популярностью. Исключение составляет департамент Гранд-Анс, уроженец которого Ги Филип пользуется в родных местах большим авторитетом.
В 2009 Филипп не был допущен к выборам как находящийся под уголовным преследованием. В 2015 FRN не выдвигал кандидатов. Ги Филипп баллотировался в сенат как представитель Национального консорциума политических партий Гаити и был избран от Гранд-Анса.

## Мятеж и рест лидера
Ги Филип и его сторонники не признали итоги октябрьского 2015 и февральского 2016 голосований по выборам президента. Весной 2016 года боевики FRN подняли вооружённый мятеж против временного президента-левоцентриста Жоселерма Привера. 5 января 2017 года Ги Филипп был арестован в Порт-о-Пренсе по обвинению в незаконном обороте наркотиков, отмывании денег и политических убийствах. Арестованный Филипп доставлен в США, судебный процесс начался в Майами. При этом возникла юридическая коллизия, поскольку Ги Филипп как избранный сенатор обладает статусом неприкосновенности.